# Dicranum viridulum
Dicranum viridulum är en bladmossart som först beskrevs av Sullivant, och fick sitt nu gällande namn av Jean Étienne Duby 1830. Dicranum viridulum ingår i släktet kvastmossor, och familjen Dicranaceae. Inga underarter finns listade i Catalogue of Life.